# Олександрівська сільська рада (Золочівський район)
Олекса́ндрівська сільська́ ра́да — адміністративно-територіальна одиниця та орган місцевого самоврядування в Золочівському районі Харківської області. Адміністративний центр — село Олександрівка.

## Загальні відомості
- Олександрівська сільська рада утворена в 1921 році.
- Територія ради: 33,62 км²
- Населення ради: 2 177 осіб (станом на 2001 рік)
- Територією ради протікає річка Грайворонка.

## Населені пункти
Сільській раді підпорядковані населені пункти:
- с. Олександрівка
- с. Завадське
- с. Скорики
- с-ще Тимофіївка
- с. Широкий Яр

## Склад ради
Рада складається з 16 депутатів та голови.
- Голова ради: Рибакова Олена Леонідівна
- Секретар ради: Ковтун Надія Леонідівна

### Керівний склад попередніх скликань
| Прізвище, ім'я, по батькові | Основні відомості                                                         | Дата обрання | Дата звільнення |
| --------------------------- | ------------------------------------------------------------------------- | ------------ | --------------- |
| Романюк Людмила Анатоліївна | Сільський голова, 1976 року народження                                    | 26.03.2006   | 14.04.2009      |
| Щипанова Валентина Іванівна | Сільський голова, 1957 року народження, член Партії регіонів              | 02.08.2009   | 31.10.2010      |
| Рибакова Олена Леонідівна   | Сільський голова, 1964 року народження, освіта вища, член Народної партії | 31.10.2010   |                 |

Примітка: таблиця складена за даними сайту Верховної Ради України

### Депутати
За результатами місцевих виборів 2010 року депутатами ради стали:

#### За суб'єктами висування
| Суб'єкт висування                                       | Кількість обраних депутатів | %    |
| ------------------------------------------------------- | --------------------------- | ---- |
| Партія регіонів                                         | 11                          | 68,8 |
| Політична партія Всеукраїнське об'єднання «Батьківщина» | 3                           | 18,8 |
| Комуністична партія України                             | 1                           | 6,3  |
| Самовисування                                           | 1                           | 6,3  |

#### За округами
| № округу                                                | Прізвище, ім'я, по батькові   | Дата визнання обраним | Освіта             | Партійна приналежність                        | Відомості про обраного депутата                           |
| ------------------------------------------------------- | ----------------------------- | --------------------- | ------------------ | --------------------------------------------- | --------------------------------------------------------- |
| Комуністична партія України                             |                               |                       |                    |                                               |                                                           |
| 9                                                       | Стогній Тамара Данилівна      | 04.11.2010            | середня спеціальна | позапартійна                                  | пенсіонер                                                 |
| Партія регіонів                                         |                               |                       |                    |                                               |                                                           |
| 1                                                       | Тесленко Світлана Василівна   | 04.11.2010            | середня спеціальна | член Партії регіонів                          | приватний підприємець                                     |
| 2                                                       | Дяченко Ірина Петрівна        | 04.11.2010            | середня спеціальна | член Партії регіонів                          | Олександрівська сільська рада, головний бухгалтер         |
| 4                                                       | Ковтун Надія Леонідівна       | 04.11.2010            | вища               | член Партії регіонів                          | Олександрівська сільська рада, секретар                   |
| 5                                                       | Чорнощок Євген Васильович     | 04.11.2010            | вища               | член Партії регіонів                          | ТОВ Сінтал «Д», агроном                                   |
| 6                                                       | Чумак Василь Іванович         | 04.11.2010            | вища               | член Партії регіонів                          | ФГ «Реал», голова                                         |
| 10                                                      | Роменко Лариса Миколаївна     | 04.11.2010            | вища               | член Партії регіонів                          | Олександрівська загальноосвітня школа I-III ст., директор |
| 11                                                      | Тесленко Юрій Петрович        | 04.11.2010            | середня спеціальна | член Партії регіонів                          | ФГ «Квант», працівник                                     |
| 13                                                      | Клименко Олександр Іванович   | 04.11.2010            | середня спеціальна | член Партії регіонів                          | приватний підприємець                                     |
| 14                                                      | Ковтун Сергій Іванович        | 04.11.2010            | вища               | член Партії регіонів                          | фермерське господарство «Рубін», голова                   |
| 15                                                      | Щербак Андрій Олексійович     | 04.11.2010            | вища               | член Партії регіонів                          | фермерське господарство «Янтар», голова                   |
| 16                                                      | Кордюк Володимир Васильович   | 04.11.2010            | середня спеціальна | член Партії регіонів                          | приватний підприємець                                     |
| Політична партія Всеукраїнське об'єднання «Батьківщина» |                               |                       |                    |                                               |                                                           |
| 3                                                       | Ільченко Вячеслав Миколайович | 04.11.2010            | вища               | член Всеукраїнського об'єднання «Батьківщина» | ФГ «Реал», тракторист                                     |
| 8                                                       | Степаненко Тетяна Миколаївна  | 04.11.2010            | середня спеціальна | член Всеукраїнського об'єднання «Батьківщина» | ТОВ Сінтал «Д», операторСкладу ГСМ                        |
| 12                                                      | Тесленко Тетяна Миколаївна    | 04.11.2010            | середня спеціальна | член Всеукраїнського об'єднання «Батьківщина» | тимчасово не працює                                       |
| Самовисування                                           |                               |                       |                    |                                               |                                                           |
| 7                                                       | Тесленко Віктор Петрович      | 04.11.2010            | вища               | позапартійний                                 | ФГ «Квант», голова                                        |

## Народне господарство
На території Олександрівської сільської ради розташований Конгресівський цукровий завод, вісім фермерських господарств, амбулаторія сімейної медицини, фельдшерський пункт, Олександрівська загальноосвітня школа I-III ступенів, дошкільний навчальний заклад, поштове відділення зв'язку.